# Arctonyx
Pour les articles homonymes, voir Blaireau (homonymie).
Genre
Arctonyx est un genre de mustélidés comprenant les trois espèces de balisaurs ou plus comunément désigné sous le nom de  blaireaux-cochons. Ils représentent l'un des deux genres de la sous-famille Melinae, aux côtés du genre meles, les blaireaux dit « vrais ».

## Taxonomie
Le genre arctonyx ont été décrits pour la première fois en 1825 par le zoologiste français Frédéric Cuvier (1773-1838), frère du célèbre naturaliste Georges Cuvier. Traditionnellement classé dans la sous-famille des Melinae avec d'autres blaireaux, ce mustélidé fût un temps intégré à la grande sous-famille des Mustelinae, avant que deux études génétiques ne le réintègrent dans la sous famille des Melinae,.
Le genre était autrefois considéré comme un genre monotypique contenant une seule espèce, A. collaris, mais une étude de 2009 a révélé qu'il comprenait 3 espèces distinctes, une découverte suivie plus tard par l'American Society of Mammalogists.
Mais son statut de genre polytypique ne fait pas l'unanimité, et  Mammal Species of the World (version 3, 2005)  (28 mai 2013), ITIS (28 mai 2013), Catalogue of Life (28 mai 2013), NCBI (28 mai 2013) ainsi que  Paleobiology Database (28 mai 2013),

## Espèces
Actuellement, un nombre de trois espèces connues sont recensées : 
| Image | Nom scientifique                          | Distribution             |
| ----- | ----------------------------------------- | ------------------------ |
|       | Balisaur à gorge blanche (A. albogularis) | Asie du Sud et de l'Est. |
|       | Grand balisaur (A. collaris)              | Asie du Sud-Est.         |
|       | Balisaur de sumatra (A. hoevenii)         | Île de sumatra           |

## Conservation
L' UICN considère le Grand balisaur (A. collaris), le balisaur nordique (A. albogularis) et le balisaur de Sumatra (A. hoevenii) comme trois espèces distinctes. Si les deux dernières espèces sont classés comme préoccupation mineure, le grand balisaur est en revanche classé comme une espèce vulnérable,.